# Botanophila subspinata
Botanophila subspinata är en tvåvingeart som först beskrevs av Huckett 1947.  Botanophila subspinata ingår i släktet Botanophila och familjen blomsterflugor. Inga underarter finns listade i Catalogue of Life.